# Шанхайская клика
«Шанха́йская кли́ка» (кит. упр. 上海帮, пиньинь Shànghǎi Bāng) — неформальное название группы должностных лиц Коммунистической партии Китая, в особенности, являющихся членами правительства Китайской Народной Республики либо ЦК КПК, которые начали своё возвышение в Шанхае в то время, когда его мэром был Цзян Цзэминь, впоследствии ставший председателем КНР. Китаист Александр Габуев характеризовал их как «неформальную группировку чиновников из Восточного Китая, выдвинувшихся в 1990-е годы на руководящие роли в стране». В 1990-х годах, когда Цзян Цзэминь был генеральным секретарем КПК, в китайской политике доминировала «шанхайская клика», поскольку Цзян пытался поставить образованных идеологических последователей на высокие посты в правительстве. При Ху Цзиньтао «шанхайская клика» уравновешивала фракцию Ху «Туаньпай» в правительстве, а при Си Цзиньпине «шанхайская клика» продолжает бороться с фракцией Си, в которой обе фракции пытаются получить политическое преимущество посредством выдвижения должностных лиц на ведущие позиции.

## Члены
Среди влиятельных членов клики — Цзян Цзэминь, У Банго, Хуан Цзюй, Цзэн Цинхун, Цзя Цинлинь, Чэнь Лянъюй, Чэнь Чжили, Цзя Тинъань. Также в шанхайскую клику входят Ли Чанчунь, У Гуаньчжэн, Лю Ци, Цзэн Пэйянь, Чжан Дэцзян, Чжоу Юнкан, Лю Юньшань, Хуэй Лянъюй, Чжан Гаоли, Ян Сюн, Хань Чжэн и Хуа Цзяньминь.

## История
Считалось, что ко времени своего ухода с поста председателя в апреле 2003 года Цзян Цзэминь ввёл в руководство КПК большое количество своих людей, что могло создать трудности для Ху и Вэня в проведении своего курса. Лучшим свидетельством этого было 5-е пленарное заседание 16-го съезда ВСНП КПК, на котором попытки Ху Цзиньтао сделать некоторые перестановки в политбюро были заблокированы «шанхайцами». Члены клики также оказывали упорное сопротивлении макроэкономическим реформам Вэнь Цзябао, направленным на «охлаждение» «перегретой» экономики Китая.
Однако с уходом Цзяна со всех руководящих постов в партии и руководстве страны, все нити власти оказались у Ху Цзиньтао в руках, и многое говорит о том, что ключевые личности в шанхайской клике переходят на его сторону, усиливая его позиции.
Низложение в 2006 году главы Шанхайского горкома Чэнь Лянъюя рассматривалось как удар по клике. Александр Габуев, ссылаясь на делегатов 17 съезда, приводил их утверждение, что «самого Цзян Цзэминя и членов его семьи не привлекли за коррупцию только потому, что это бросило бы тень на всю партию и угрожало бы выживанию нынешнего режима».
Как отмечает журнал «Эксперт», на XVII съезд КПК (2007 год) «так называемый шанхайский клан Цзяна, ослабленный коррупционным скандалом, который стоил места и свободы бывшему секретарю горкома города Чэнь Ляньюю, тем не менее сохраняет влияние внутри партии».
В Посткоме Политбюро ЦК КПК 19-го созыва к представителям фракции относят Хань Чжэна и Ван Хунина. В Посткоме Политбюро ЦК КПК 18-го созыва их представителем (помимо Чжан Дэцзяна) также называли Чжан Гаоли.